# Gałecznica

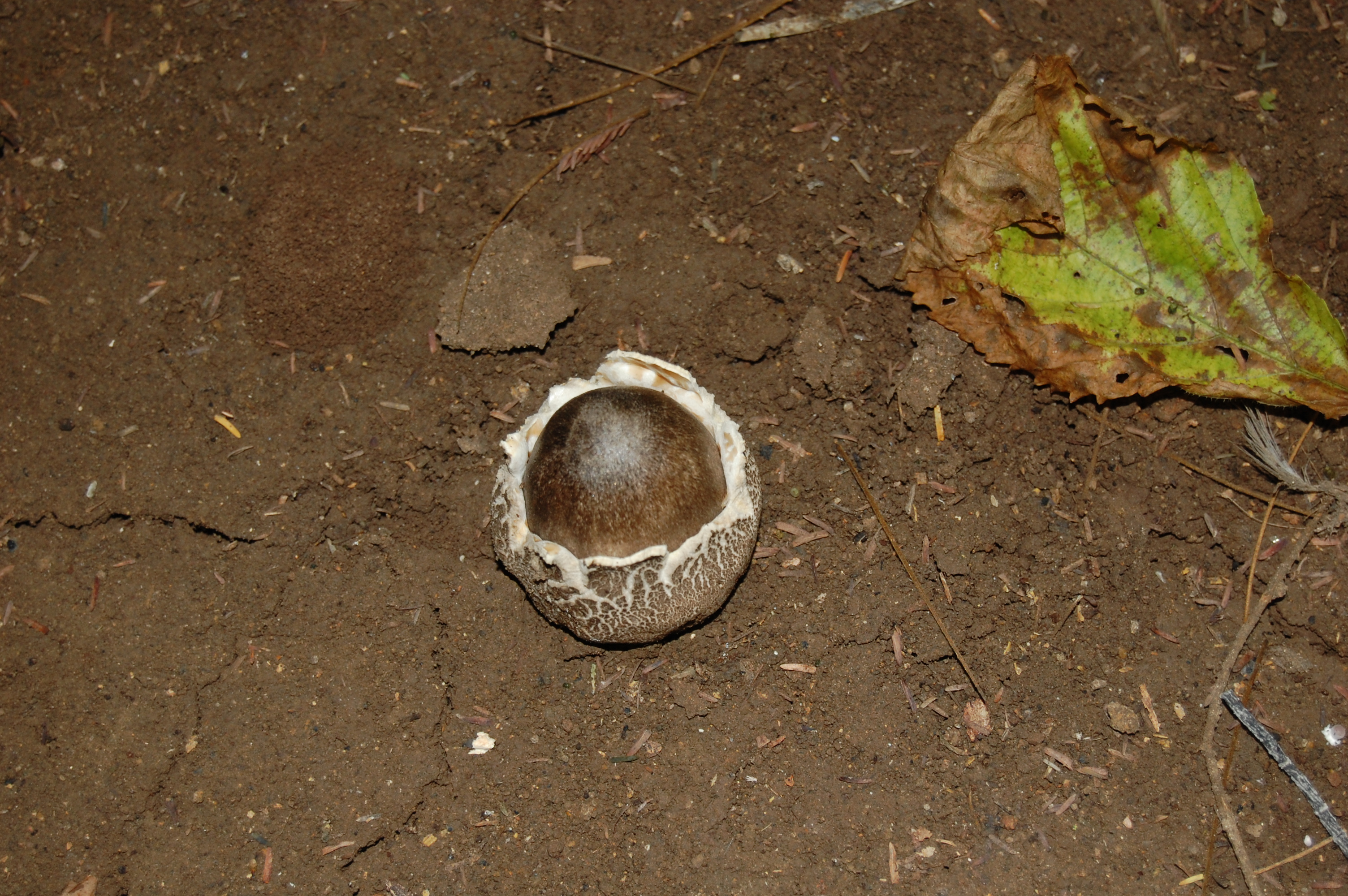
Rozwijający się kwiatostan Balanophora indica

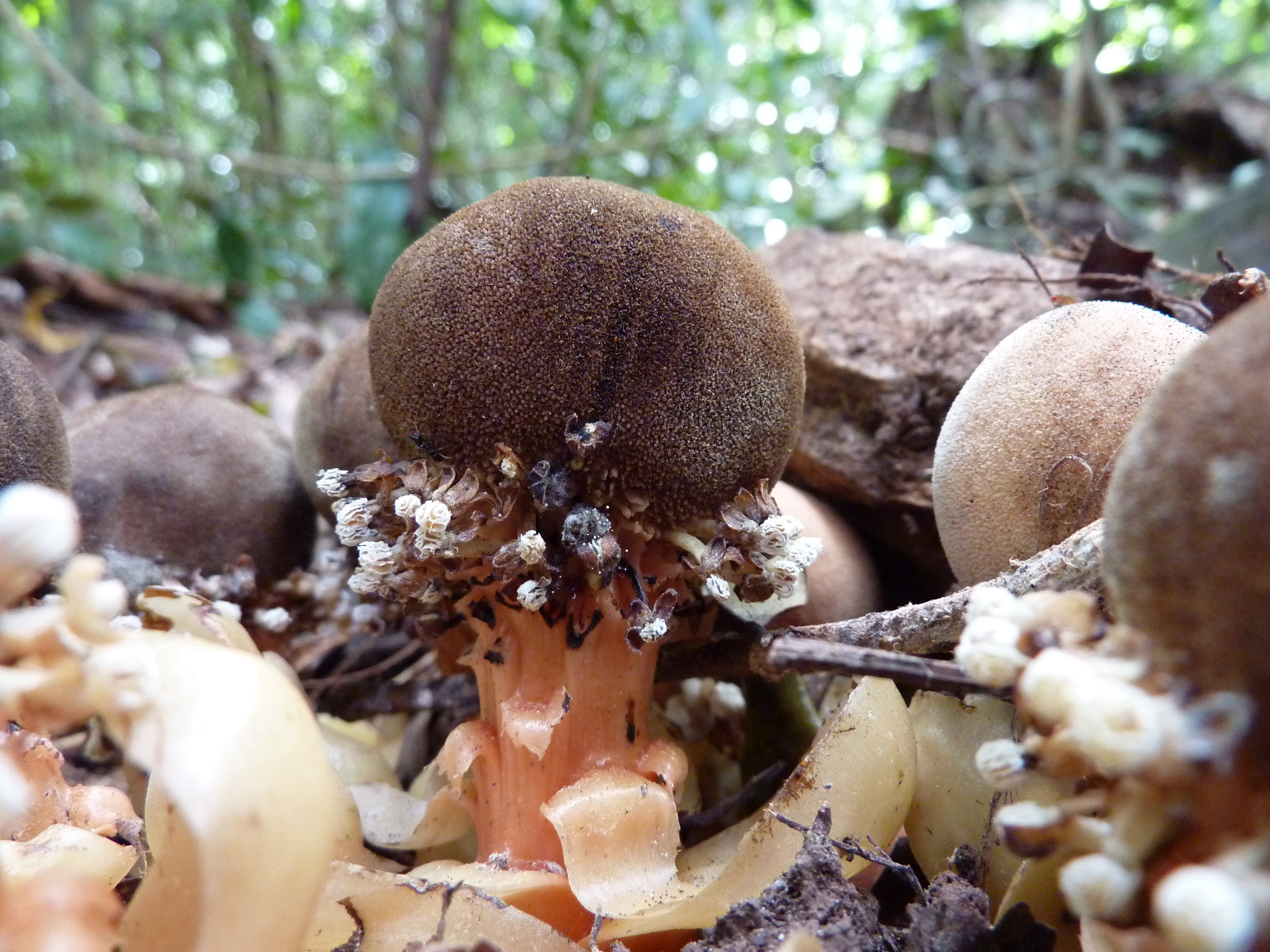
Balanophora fungosa

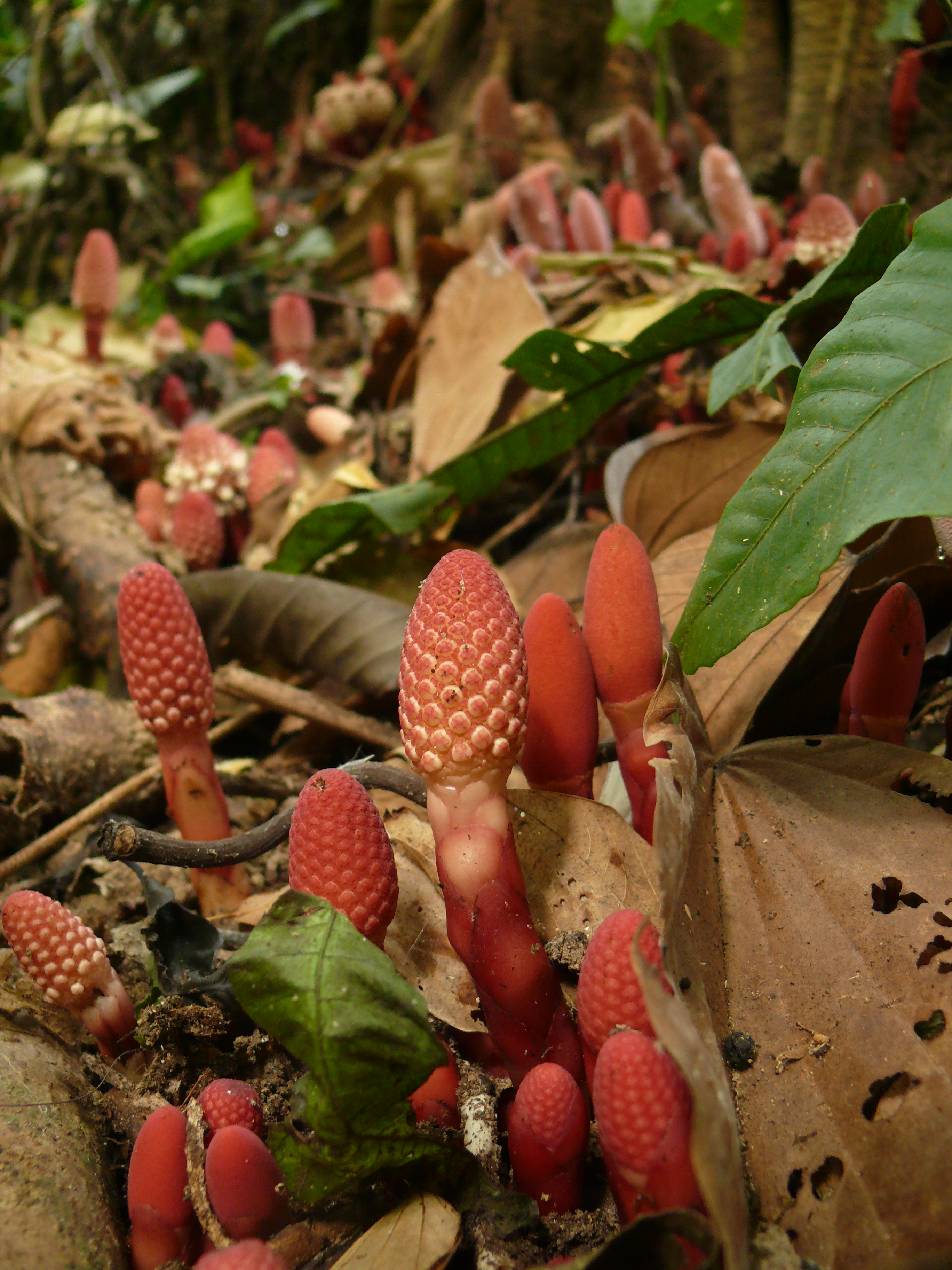
Balanophora dioica

Gałecznica (Balanophora J.R.Forst. & G.Forst.) – rodzaj bezzieleniowych roślin z rodziny gałecznicowatych (Balanophoraceae). Obejmuje ok. 15–20 gatunków. Najbardziej zróżnicowane są w Azji południowo-wschodniej (tylko w Chinach rośnie ich 12 gatunków), ale występują w tropikalnej Afryce, na Madagaskarze i Komorach, w Azji na wschód od Pakistanu, poprzez Indie, Półwysep Indochiński, Chiny, po południową Japonię. Poza tym obecne są na wyspach Indonezji, na Filipinach, Nowej Gwinei i w północno-wschodniej Australii.
Ze względu na przystosowanie do pasożytniczego trybu życia gałecznica odbiega znacznie swym wyglądem od innych roślin – przypomina grzyby i nazywana była „wariactwem w świecie roślin”. B. dioica opisana została nawet początkowo jako grzyb o nazwie Cordyceps racemosa (rodzaj maczużnik). W większości rośliny te występują w runie wilgotnych lasów równikowych pasożytując na roślinach reprezentujących różnorodne rodziny (udokumentowane zostały jako pasożyty co najmniej 74 gatunków z 35 rodzin). Poza oryginalną biologią rozwoju i wyglądem wyróżniają się najmniejszymi kwiatami wśród roślin okrytonasiennych (kwiaty żeńskie składają się zaledwie z ok. 50 komórek) oraz bardzo drobnymi nasionami o masie ok. 7 mikrogramów.
Pewne znaczenie użytkowe ma B. fungosa, z której bulw pozyskuje się na Jawie woski używane w lampkach, a w Tajlandii sporządza się z nich lepkie pułapki na ptaki. Niektóre gatunki wykorzystywane są także w ziołolecznictwie.

## Morfologia
Organy podziemneBulwa o prostej budowie wewnętrznej i pozbawiona organów aż do czasu kwitnienia. W jej wnętrzu rozwijają się dwa systemy naczyń – jeden składający się z komórek gałecznicy, a drugi składający się z wiązek pochodzenia mieszanego – zarówno pasożyta, jak i żywiciela. Bulwa jest zwykle półkulista lub walcowata, często rozgałęziona. Na powierzchni jest gładka lub szorstka, z łuskowatymi brodawkami.
KwiatyJednopłciowe lub obupłciowe, zebrane w kolbowaty, nierozgałęziony kwiatostan, w dole składający się z łuskowatych liści (w liczbie od 2 do 20, wyrastających w okółkach, naprzeciwlegle lub spiralnie), w górze z walcowato lub kuliście skupionymi drobnymi kwiatami wyrastającymi w pachwinach przysadek. Kwiatostany osiągają do 30 cm wysokości. Zabarwione są na żółtawobiało, żółto, czerwono i brązowo. Kwiaty męskie są promieniste lub słabo grzbieciste. Wsparte są przez krótkie przysadki (czasem mocno zredukowane). Ich okwiat składa się z 3, 4–5, 6, rzadko większej liczby listków. W kwiecie znajduje się też taka sama liczba zrastających się pręcików pozbawionych nitek. Kwiaty żeńskie są skrajnie zredukowane. Pozbawione są okwiatu. Składają się z elipsoidalnej zalążni i wydłużonej, trwałej szyjki słupka. Ściana zalążni jest jednowarstwowa i zrośnięta z pojedynczym zalążkiem. Kwiaty żeńskie wyrastają w wielkiej liczbie między maczugowatymi przysadkami. W obrębie kwiatostanu kwiaty żeńskie i męskie zawsze są rozdzielone (strefa z kwiatami męskimi rozwija się ponad lub poniżej kwiatów żeńskich).
OwoceBardzo drobne, jednonasienne niełupki.

## Rozwój
Nasiona gałecznicy kiełkują tylko w przypadku znalezienia się w pobliżu korzenia żywiciela. Z kiełkującego nasiona powstaje niewielka bulwka przytwierdzająca się do korzenia żywiciela. Młoda roślina wydziela substancje powodujące rozrastanie się tkanek żywiciela, tak że z korzenia wrastają w młodego pasożyta tkanki przewodzące palczasto rozgałęziające się i przenikające bulwę. Bulwa stopniowo nabrzmiewa osiągając rozmiary pięści lub głowy. Poza tkankami żywiciela trudno wyróżnić w niej tkanki rośliny pasożytującej, brak też innych organów. Sytuacja zmienia się tylko podczas kwitnienia, kiedy to tworzy się wewnątrz bulwy osadka i kwiatostan okryty łuskowatymi liśćmi. Kwiatostan rosnąc przebija korę bulwy i wznosi się nad powierzchnię gruntu. 

## Systematyka
Jeden z rodzajów rodziny gałecznicowatych (Balanophoraceae) zajmującej niejasną pozycję (incertae sedis) w obrębie rzędu sandałowców (Santalales). 
Wykaz gatunków
- Balanophora abbreviata Blume
- Balanophora coralliformis Barcelona, Tandang & Pelser
- Balanophora dioica R.Br. ex Royle
- Balanophora elongata Blume
- Balanophora fargesii (Tiegh.) Harms
- Balanophora fungosa J.R.Forst. & G.Forst.
- Balanophora harlandii Hook.f.
- Balanophora involucrata Hook.f. & Thomson
- Balanophora japonica Makino
- Balanophora latisepala (Tiegh.) Lecomte
- Balanophora laxiflora Hemsl.
- Balanophora lowii Hook.f.
- Balanophora nipponica Makino
- Balanophora papuana Schltr.
- Balanophora polyandra Griff.
- Balanophora reflexa Becc.
- Balanophora subcupularis P.C.Tam
- Balanophora tobiracola Makino
- Balanophora wilderi Setch.
- Balanophora yakushimensis Hatus. & Masam.